# Tassac di Elphin

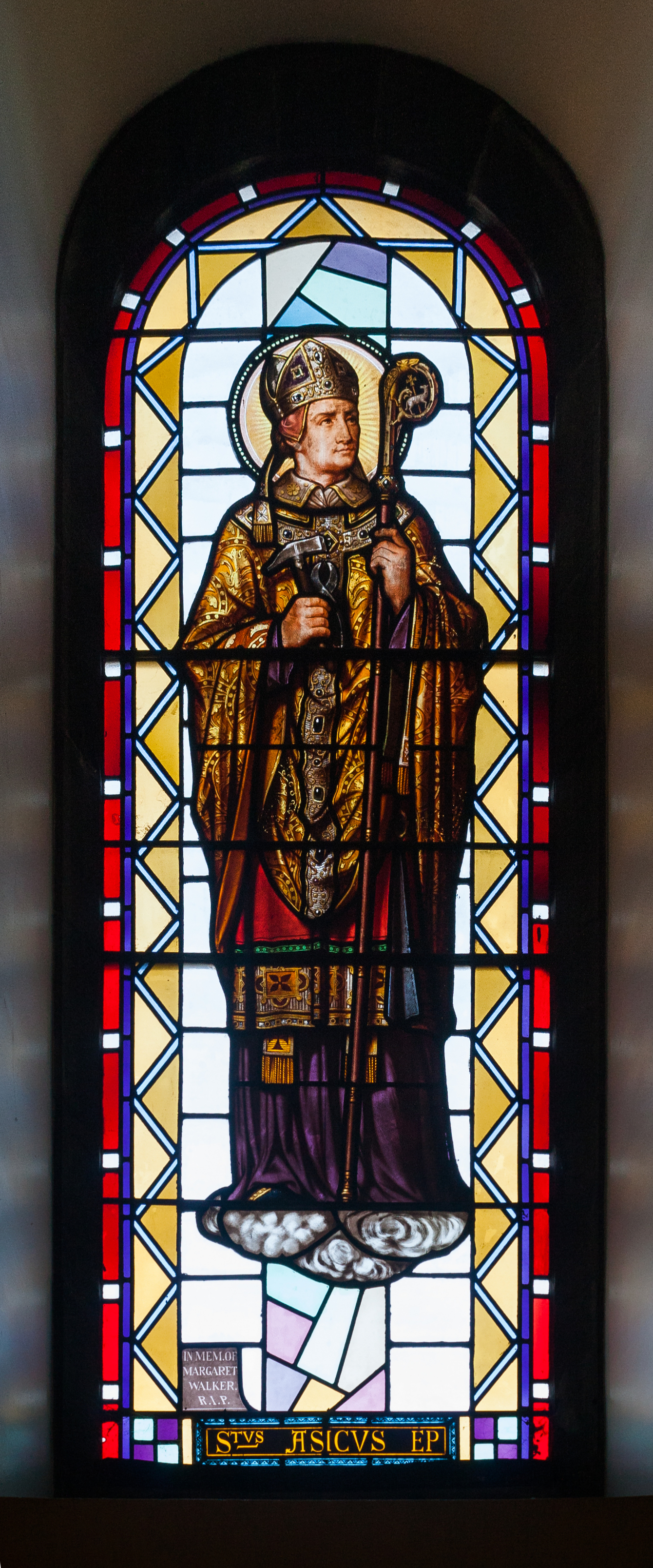
San Tassac in una vetrata della cattedrale dell'Immacolata Concezione a Sligo

Tassac, in latino Asicus (... – VI secolo), è stato il fondatore e il primo vescovo della sede episcopale di Elphin. Il suo culto come santo è stato confermato da papa Leone XIII nel 1902.

## Biografia
Secondo la tradizione agiografica, era uno dei tre artigiani che seguiva san Patrizio: Patrizio lo consacrò vescovo e gli affidò la diocesi di Elphin; in seguito, fu Tassac ad amministrare i sacramenti dei moribondi al suo maestro.

## Il culto
Papa Leone XIII, con decreto del 19 giugno 1902, ne confermò il culto con il titolo di santo.
Il suo elogio si legge nel martirologio romano al 14 aprile.